# Рух за вільне Папуа
Рух за вільне Папуа, також рух «Вільне Папуа» (індонез. Organisasi Papua Merdeka, скорочено OPM) — воєнізована організація, створена в 1965 році з метою заохочення та здійснення насильницького повалення чинних урядів в індонезійських провінціях Папуа і Західне Папуа, раніше складали одну провінцію Іріан-Джая, з метою відокремлення від Індонезії та відмови від економічного розвитку і сучасного способу життя, а також усунення неаборигенного населення з острова. Даний рух отримував фінансування з Лівії в період правління Муаммара Каддафі, його бійці проходили навчання в партизанській маоїстській Новій народній армії, організації, занесеної до списку в іноземних терористичних організацій Департаментом національної безпеки США.
Рух перебуває під забороною в Індонезії та з огляду на агітацію за незалежність провінції, звинувачений в державній зраді. З моменту свого створення OPM намагається вести дипломатичний діалог з іншими державами, проводить церемонії підняття прапора Ранкової зірки та влаштовує бойові вилазки проти урядових військ в рамках папуаського конфлікту. Прихильники руху регулярно демонструють прапор Ранкової зірки та інші символи «папуаської єдності», такі як національний гімн «Hai Tanahku Papua» і національний герб, який існував в період з 1961 року до початку управління території індонезійською адміністрацією в травні 1963 року відповідно до Нью-Йоркської угоди.